# Elis Meetua
Elis Meetua (* 20. Juni 1979) ist eine ehemalige estnische Fußballspielerin.
Meetua spielte während ihrer gesamten Karriere – bis auf ein Jahr – beim Pärnu JK und bestritt für die Nationalmannschaft Estlands insgesamt 63 Länderspiele. Bei ihren ersten Einsätzen 1995 und 1996 war sie noch Abwehrspielerin, später wechselte sie ins Tor und war seither mit wenigen Ausnahmen die Nummer 1 im estnischen Tor. Im Verein konnte sie zwölfmal die estnische Meisterschaft gewinnen.